# Lenguas zan
El idioma zan, o zanuri, es el término convencional usado por algunos lingüistas para describir la unicidad del mingreliano y el laz, que son los miembros más estrechamente emparentados de la familia de lenguas caucásicas meridionales o kartvelianas. El mingreliano y el laz no son mutuamente inteligibles en su totalidad, pero los hablantes de una lengua pueden reconocer palabras de la otra.
El antiguo idioma zan fue hablado en Cólquida (o Colchis), un reino de la Edad del Bronce en la costa sudeste del mar Negro. Por esta razón, el lingüista A. Shanidze propuso el cólquido o colquiano para nombrar a esta lengua unido. El término Zan proviene del nombre greco-romano de uno de los jefes de las tribus de Cólquida, que es el mismo nombre dado para los mingrelianos y los esvanos (grupo kartveliano del noroeste).

## Historia
El idioma zan se separó del Idioma proto kartveliano sobre el siglo VIII a. C., y fue hablado por una comunidad continua asentada a lo largo de las costas del mar Negro, en la actual Trebisonda, Turquía, y el oeste de Georgia.
A mediados del siglo VII, los hablantes Zan se dividieron por la intrusión de hablantes del georgiano procedente de la Iberia caucásica (este de Georgia), empujados por los árabes, que tomaron las regiones de Imereti, Guria y Ayaria.
Separados geográficamente, y luego por política y religión, los Zan del norte y del sur posiblemente derivaron en los mingrelianos y los lazes. Desde que la diferenciación básica era completa en los primeros tiempos modernos, no se puede hablar de un idioma zan unificado hoy en día. En la actualidad, el laz es hablado por el pueblo laz en Turquía y en una pequeña parte de Ayaria, al sudoeste de Georgia, mientras que el mingreliano es hablado por el pueblo mingreliano principalmente en Mingrelia al noroeste de Georgia y en Abjasia.